# Nezihe Meriç
Nezihe Meriç (* 1925 in Gemlik; † 18. August 2009 in Istanbul, Türkei) war eine türkische Schriftstellerin und Verlegerin. Sie wurde mit Erzählungen, Theaterstücken und Kinderbüchern bekannt. 

## Leben und Wirken
Die ehemalige Musiklehrerin (ein Studium der türkischen Sprache und Literatur schloss sie nicht ab) war Vorreiterin einer sich emanzipierenden Frauenliteratur in der Türkei ab den 1950er Jahren. Laut Wilpert zeichnet sich ihre innere Frauensicht innerhalb der Männerwelt durch eine „präzise, differenzierte Sprache“ aus.
Gemeinsam mit ihrem Mann Salim Şengil war Meriç überdies bis 1973 Leiterin des von diesem gegründeten Dost-Verlags und gab als solche u. a. eine bekannte Zeitschrift und Gedichte Nazım Hikmets heraus.

## Auszeichnungen
- 1990: Sait-Faik-Literaturpreis
- 1998: Sedat-Simavi-Preis für Literatur

## Werke (Auswahl)

### Erzählungen
- Bozbulanık (1953)
- Topal Koşma (1956)
- Menekşeli Bilinç (1965)
- Dumanaltı (1979)
- Bir Kara Derin Kuyu (1989)
- Yandırma (1998)
- Gülün İçinde Bülbül Sesi Var (2008)

### Roman
- Korsan Çıkmazı (1962)

### Schauspiele
- Sular Aydınlanıyordu (1969)
- Sevdican (1984)
- Çın Sabahta (1984)

### Kinderbücher
- Alagün Çocukları (1976)
- Küçük Bir Kız Tanıyorum (7 Bücher, von 1991 bis 1998)
- Dur Dünya Çocukları Bekle (1992)
- Ahmet Adında Bir Çocuk (1998)

## Einzelbelege
1. ↑  Gero von Wilpert (Hrsg.): Lexikon der Weltliteratur. Fremdsprachige Autoren. Kröner, Stuttgart 2004, S. 1200.
2. ↑  Doğan Hızlan: Cornerstones of Turkish Literature. Katalog anlässlich der Präsenz der Türkei als Gastland der Frankfurter Buchmesse 2008, Ministerium für Kultur und Tourismus der Republik Türkei, Istanbul 2008, S. 100.

| Personendaten    | Personendaten                             |
| ---------------- | ----------------------------------------- |
| NAME             | Meriç, Nezihe                             |
| KURZBESCHREIBUNG | türkische Schriftstellerin und Verlegerin |
| GEBURTSDATUM     | 1925                                      |
| GEBURTSORT       | Gemlik, Türkei                            |
| STERBEDATUM      | 18. August 2009                           |
| STERBEORT        | Istanbul, Türkei                          |